# Kimberley Conrad
Kimberley Conrad, född 6 augusti 1962 i Moulton, Alabama, USA, är en amerikansk fotomodell och skådespelare. Hon utsågs till Playboys Playmate of the Month för januari 1988 och till Playmate of the Year för 1989.